# ダニー・ハサウェイ
ダニー・ハサウェイ（Donny Hathaway、1945年10月1日 - 1979年1月13日）は、アメリカのソウル・シンガー、ミュージシャン、シンガーソングライター。
「ローリング・ストーンの選ぶ歴史上最も偉大な100人のシンガー」において第49位。

## 略歴
イリノイ州シカゴ生まれ。幼い頃から聖歌隊で歌い、ピアノを学ぶ。後にハワード大学に進学しクラシックを学んだ。大学卒業後は作曲家、ミュージシャンとしてカーティス・メイフィールドらの下でキャリアを積み、1969年にジューン・コンクエストとのデュエット・ナンバー「I Thank You Baby」を発表し、同年末にアトコ・レコードからシングル「The Ghetto, Pt. 1」を発表してソロ・デビューを果たした。
ハワード大学で音楽教育を受け、洗練されシャウトをしない音楽スタイルは、従来の黒人アーティストとは一線を画し、また「ザ・ゲットー」などの曲で黒人社会が抱える問題にも踏み込んだ。そのため、マーヴィン・ゲイやカーティス・メイフィールドらと共に「ニュー・ソウル」と呼ばれ、新世代の黒人アーティストとして脚光を浴びた。
1971年にはロバータ・フラックとのデュエットによるキャロル・キングのカヴァー「きみの友だち」がヒットを記録。1972年にはソロ・アルバム『ライヴ』が全米18位となり「君の友だち」での聴衆の合唱などは、聴く者に鮮烈な印象を与えた。同年の「ディス・クリスマス」もUS#11となり、21世紀になってからもクリスマス・シーズンには、ラジオでオンエアされている。 またロバータ・フラックとのアルバム『ロバータ・フラック&ダニー・ハサウェイ』が全米3位のヒットとなり、フラックとデュエットした「恋人は何処に」でグラミー賞最優秀ポップ・ボーカル・パフォーマンス賞（デュオまたはグループ部門）を受賞した。また、映画『ハーレム愚連隊』のサウンドトラックも手掛けた。ソロ活動と並行してスタジオ・ミュージシャンとしても活動し、アレサ・フランクリンのアルバム『ヤング・ギフティッド・アンド・ブラック』（1972年）ではオルガンやエレクトリックピアノを担当。しかし、1973年に妄想型統合失調症と診断されてからは入退院を繰り返し、音楽活動は停滞して、小さなクラブでしか歌わなくなった。
1977年、ロバータ・フラックのアルバム『愛の世界』収録曲「私の気持ち（The Closer I Get to You）」にゲスト参加して表舞台に復帰。このころからエムトゥーメイとレジー・ルーカスが作曲などに参加し、優れた楽曲を提供するようになった。また、ジョー・コッカーのアルバム『Luxury You Can Afford』（1978年）では2曲のレコーディングに参加。そして、フラックとのデュエットによる新作アルバムも制作されていたが、1979年1月13日にニューヨークのエセックス・ハウス・ホテルから転落して33歳で死去。現場に争った形跡はなく、公式には自殺とみなされているが、ハサウェイの妻や友人は、自殺ではなく事故死だったと主張している。ハサウェイのラスト・レコーディングとなった2曲は、フラックのアルバム『ダニーに捧ぐ』（1980年）に収録された。死後の1980年には「Back Together Again」がヒットしている。
ハサウェイの音楽は本人の没後も評価され、アレクサンダー・オニール、アーロン・ホール、アリシア・キーズ、R・ケリー、ジョン・レジェンド、カーク・ウェイラム、平井堅 ら多数のミュージシャンに影響を与えた。
娘にソウル、ジャズ歌手のレイラ・ハサウェイ（姉）とケニア・ハサウェイ（妹）を持つ。

## ディスコグラフィ

### アルバム

#### スタジオ・アルバム
- 1970年: 新しきソウルの光と道 - Everything Is Everything (Atco) - US #73, R&B #33
- 1971年: ダニー・ハサウェイ - Donny Hathaway (Atco) - US #89, R&B #6
- 1972年: ロバータ・フラック&ダニー・ハサウェイ - Roberta Flack & Donny Hathaway (Atlantic) - US #3, R&B #2
- 1973年: 愛と自由を求めて - Extension Of A Man (Atco) - US #69, R&B #18
- 1980年: ダニーに捧ぐ - Roberta Flack Featuring Donny Hathaway (Atlantic) - US #25, R&B #4 - 2曲に参加

#### ライヴ・アルバム
- 1972年: ライヴ - Live (Atco) - US #18, R&B #4
- 1980年: イン・パフォーマンス - In Performance (Atlantic) - R&B #68
- 2004年: ソングス・フォー・ユー LIVE! - These Songs For You, Live! (Atlantic) - R&B #78

#### サウンドトラック
- 1972年: Come Back Charleston Blue Original Motion Picture Soundtrack (Atco) - US #198

#### コンピレーション・アルバム
- 1978年: The Best Of Donny Hathaway (Atco) - R&B #51
- 1990年: ベスト・コレクション - A Donny Hathaway Collection (Atlantic)

#### ボックスセット
- 2010年: いつか自由に〜ダニー・ハサウェイ・アンソロジー - Someday We'll All Be Free
- 2013年: ネヴァー・マイ・ラヴ：ジ・アンソロジー - Never My Love: the Anthology

### シングル
- 1969年: "The Ghetto-Pt. 1" - US #87, R&B #23
- 1971年: "You've Got a Friend" (with Roberta Flack) - US #29, R&B #8
- 1971年: "You've Lost That Lovin' Feelin'" (with Roberta Flack) - US #71, R&B #30
- 1972年: "Giving Up" - US #81, R&B 21
- 1972年: "I Love You More Than You'll Ever Know" - US #60, R&B #20
- 1972年: "Little Ghetto Boy" - R&B #25
- 1972年: "This Christmas" - US #11
- 1972年: "Where Is The Love" (with Roberta Flack) - US #5, R&B #1
- 1973年: "Love, Love, Love" - US #44, R&B #16
- 1974年: "Come Little Children" - R&B #67
- 1978年: "The Closer I Get To You" (with Roberta Flack) - US #2, R&B #1
- 1978年: "You Were Meant For Me" - R&B #17
- 1980年: "Back Together Again" (with Roberta Flack) - US #56, R&B #18
- 1980年: "Don't Make Me Wait Too Long" (with Roberta Flack) - R&B #67
- 1980年: "You Are My Heaven" (with Roberta Flack) - US #47, R&B #8